# Ácido hipoyodoso
El ácido hipoyodoso es un ácido oxoácido inorgánico de fórmula molecular HIO, cuya molécula está formada por un átomo de yodo con estado de oxidación 1+, un átomo de oxígeno y un átomo de hidrógeno.

## Obtención
La obtención del ácido hipoyodoso es similar a la del ácido hipocloroso y el ácido hipobromoso aunque es mucho más inestable que ellos: la reacción de yodo molecular con agua permite obtener algo de ácido hipoyodoso en disolución pero la constante de dicho equilibrio de formación es muy baja (K=3·10-13 por lo que las cantidades obtenidas son muy escasas.
{\displaystyle \mathrm {I_{2}\ +\ H_{2}O\longrightarrow \ HIO\ +\ HI} }
Para desplazar el equilibrio de es censura hacia la derecha y aumentar el rendimiento, la reacción se realiza en presencia de mercurio(II). Se lleva a cabo cuando el yodo reacciona con una suspensión de óxido de mercurio (II) en agua con lo que se forma un aducto de yoduro de mercurio (II) con óxido de mercurio (II) que precipita en la disolución.
{\displaystyle \mathrm {2\ I_{2}+3\ HgO+H_{2}O\longrightarrow \ HgI_{2}+2\ HgO+2\ HIO} }

## Reactividad
El ácido hipoyodoso es un ácido volátil, que tiende a la dismutación en dos etapas para dar yodo y ácido yódico.
{\displaystyle \mathrm {5\ HIO\longrightarrow \ 2\ I_{2}+HIO_{3}+2\ H_{2}O} }
Las sales derivadas del ácido hipoyodoso son los hipoyoditos, también inestables.